# Casa al carrer de Baix, 12 (Colldejou)
La Casa al Carrer de Baix, 12 és una obra de Colldejou (Baix Camp) inclosa a l'Inventari del Patrimoni Arquitectònic de Catalunya.

## Descripció
Edifici ubicat al carrer de baix, just al costat d'una plaça. És una construcció de planta baixa i tres pisos, coberta a dues aigües amb teula àrab. Els carreus són grans, irregulars i de pedra. Els de les cantonades són de majors dimensions i ben escairats. La porta és un arc de mig punt adovellat amb el vètrex lleugerament apuntat, lleugerament sobrealçat respecte del nivell del carrer. La façana presenta algunes espitlleres i d'altres obertures més recents.

## Història
No trobem notícies referides a l'edifici, del que només en sabem que se n'hi diu el castell. A la Mola existeixen les ruïnes de les fortificacions que s'hi bastiren amb motiu de les guerres carlines, aprofitant probablement edificacions defensives anteriors. Entre 1586 i 1669, Colldejou prengué part activa als actes de la comuna de Pobles del camp de Tarragona, fortificant-se probablement amb motiu de les incursions dels pirates al segle xvi, moment al qual pertany possiblement l'edifici.